# 明順峰
46°49′53.5″N 10°14′28.3″E / 46.831528°N 10.241194°E
明順峰（Piz Minschun），是瑞士的山峰，位於該國東南部，由格勞賓登州負責管轄，屬於薩姆瑙恩阿爾卑斯山脈的一部分，海拔高度3,068米，每年平均降雨量1,367毫米。